# Bumi Resources
PT Bumi Resources Tbk. (kurz BUMI) ist eine an der Indonesia Stock Exchange notierte indonesische Holding, die über mehrere Tochterunternehmen vor allem im Bergbau tätig ist. Die große Mehrheit des Umsatzes wird mit dem Abbau und dem Verkauf von Kohle erwirtschaftet. Bis 1998 war BUMI vorrangig in den Bereichen Hotels und Tourismus aktiv. Der Hauptsitz befindet sich in Jakarta.
Das Unternehmen ist einer der weltweit größten Kohleproduzenten und war 2005 mit einem Anteil von etwa acht Prozent am weltweiten Handel beteiligt.
Mit mehr als 10 Prozent ist Bakrie & Brothers, kontrolliert von Aburizal Bakrie, größter Anteilseigner, weitere 82 Prozent befinden sich im Streubesitz (Stand 31. Dezember 2009).

## Geschichte
Das Unternehmen wurde 1973 unter dem Namen Bumi Modern gegründet. Der Gang an die Börsen von Jakarta und Surabaya erfolgte 1990.
Im Jahr 1997 verkaufte der Lebensversicherer AJB Bumiputera mit 58,51 Prozent die Mehrheit der Anteile an Bakrie Capital Indonesia. Am 13. August 1998 beschlossen die Aktionäre auf der Hauptversammlung den Einstieg in das Geschäft mit fossilen Brennstoffen, weg vom Hotel- und Tourismusgewerbe. Ein erster Schritt war 2000 die Übernahme des am 17. Dezember 1997 auf Jersey gegründete Unternehmens Gallo Oil (Jersey) Ltd., das im Jemen nach Erdöl- und Erdgas-Vorkommen sucht. Auf Beschluss des indonesischen Justizministers wurde des Unternehmens im September in PT BUMI Resources Tbk. umbenannt.
Im November 2001 übernahm BUMI 80 Prozent von dem 1981 gegründeten PT Arutmin Indonesia (Arutmin) für 148,5 Millionen US-Dollar von der BHP Minerals Exploration Inc., die zu BHP Billiton gehört. Damit war das Unternehmen im Besitz des damals weltweit viertgrößten Kohleproduzenten mit den vier Tagebauminen Senakin, Satui, Asam-asam und Batulicin in Kalimantan Selatan auf Borneo. Im April 2004 wurden weitere 19,9 Prozent an Arutmin von PT Ekakarsa Yasakarya Indonesia gekauft.
Die vollständige Übernahme des Unternehmens PT Kaltim Prima Coal (KPC) von BP und Rio Tinto Group im Oktober 2003, mit zwei Minen Sangatta und Bengalon, machte BUMI zum landesweit größten Produzenten von Kohle. Bis Dezember 2005 wurden die Anteile an KPC auf 95 Prozent erhöht. Ebenfalls 2005 kaufte BUMI 80 Prozent der Anteile an PT Gorontalo Minerals von BHP Minerals sowie 100 Prozent von PT Citra Palu Minerals von Newcrest Mining.
Im Sommer 2006 scheitere der geplante Verkauf des Kohlegeschäftes für 3,2 Milliarden US-Dollar an die indonesische Investmentbank PT Renaissance Capital. Eine Fusion mit PT Energi Mega Persada, das auch zum Firmengeflecht von Bakrie gehört und im Bereich Erdöl- und Erdgas tätig ist, wurde im Herbst abgesagt. Das indische Unternehmen Tata Power kaufte im Juni 2007 je 30 Prozent der Anteile von Arutmin und KPC für 1,1 Milliarden US-Dollar und sicherte sich damit den Zugang zu Kohle in Indonesien.
Für 552 Millionen Australische Dollar kaufte BUMI im Sommer 2008 die australische Herald Resources Ltd, die in Nordsumatra Zink, Blei und Gold fördert.

## Geschäftsbereiche (Stand 2009)
Kohle
- PT Arutmin Indonesia (Arutmin)
- PT Kaltim Prima Coal (KPC)
- PT Fajar Bumi Sakti (Tenggarong, Kalimantan Timur)
- PT Pendopo Energi Batubara (Muara Enim, Sumatra Selatan)

Andere
- Bumi Mauritania S.A. (Eisenerz in Mauretanien)
- Gallo Oil (Jersey) Ltd (Erdöl im Jemen)
- PT Gorontalo Minerals (Gold, Kupfer in Kabupaten Bone Bolango, Gorontalo)
- PT Citra Palu Minerals (Gold in Palu, Sulawesi Tengah)
- Herald Resources Ltd. (Blei, Gold, Zink und Zinn in Nordsumatra)

## Mitbewerber
- BHP Billiton Limited
- PT Indocement Tunggal Prakarsa Tbk.
- Rio Tinto Limited